# Hermann Siemonsen
Hermann Ferdinand Siemonsen (* 7. Januar 1882 in Husum; † 21. Februar 1958 in Schleswig-Friedrichsberg) war ein deutscher lutherischer Pastor und Propst, zuletzt Propst von Schleswig.

## Leben
Siemonsen wurde am 25. Mai 1909 in Krempe ordiniert und arbeitete ab dem 6. Januar 1909 als Studieninspektor im Predigerseminar in Preetz. Im Juni 1910 wurde er Hilfsgeistlicher in Rickling und am 29. Oktober 1911 Pastor in Schenefeld. Am 4. Dezember 1921 wurde er zum Hauptpastor in Kappeln und Propst von Südangeln berufen, am 14. Juni 1925 zum Hauptpastor in Flensburg an St. Marien und Propst von Flensburg. Am 15. November 1933 wurde er von seinem Propstenamt entbunden und ab 19. November 1933 Pastor in Bahrenfeld auf der 3. Pfarrstelle der Lutherkirche. Am 16. Juni 1935 wurde er erneut zum Propsten eingesetzt, diesmal in Schleswig mit dem Amtssitz in Friedrichsberg. Zeitweilig war er nebenamtlicher Konsistorialrat im Landeskirchenamt in Kiel. Als Propst von Schleswig wurde er am 1. Oktober 1951 emeritiert.

### Vermittler zwischen den Fronten
An die organisierten und institutionalisierten Gruppen des Kirchenkampfes nicht gebunden und bewusst von ihnen abgesetzt, bezogen einzelne Geistliche schon früh (1934/35) eine selbständige Position, die sie als unpolitisch, rein kirchlich und vor allem bekenntnistreu verstanden. Sie waren zu den beiden kirchenpolitischen Großgruppen DC und BK kritisch-kooperativ eingestellt. Für sie selbst kam keinerlei organisatorische Verfestigung in Frage, vielmehr fanden sie über einzelne Projekte zusammen – so im ersten Vertrauensrat 1937, zur angekündigten Kirchenwahl des gleichen Jahres, 1943 beim kirchlichen Einigungswerk, zum Neuaufbau der Landeskirche seit Mai 1945. Reumann:
„Dass diese Position seit 1937 wachsende Zustimmung und Unterstützung fand, enthüllte zugleich eine Absage an die 1933 eingeschlagene kirchenpolitische Lagerbildung. Diese ungebundene, bekenntnistreue Mitte wurde durch den Schleswiger Propst Siemonsen personifiziert, er füllte die faktische Führungsrolle aus.“

### Impulsgeber für den Neuanfang
Am  28.  Mai  1945  machte sich der ehemalige Bischof Völkel von  Bordesholm  aus auf  den  Weg  nach  Schleswig.  Dort  trafen  sich  – kaum  drei  Wochen  nach  der  Kapitulation  des  Deutschen  Reiches  – zum  ersten  Mal  einige  der  führenden  Kirchenmänner  Schleswig-Holsteins, darunter Siemonsen,  und  berieten  im  sogenannten  „Schleswiger  Arbeitskreis“  über  die  Neuorganisation  der  Landeskirche. Am  14.  Juni  1945  fuhren  Siemonsen  und Völkel nach Timmendorfer  Strand,  um  dort  Kontakt  mit  den  verbliebenen  Vertretern  des  aus  Kiel  evakuierten  Landeskirchenamtes  aufzunehmen. Siemonsen befürwortete die Einberufung einer Vorläufigen Gesamtsynode und eine Neubesetzung der kirchlichen Leitungsämter unter Anknüpfung an die Zeit vor 1933. Als die Vorläufige Gesamtsynode einen anderen Weg ging und dabei die alten kirchenpolitischen Fronten wieder aufbrachen, zog sich Siemonsen zurück und überließ seinem Kompastor aus Flensburger Zeiten Wilhelm Halfmann den weiteren Weg zur Neugestaltung der Evangelisch-Lutherischen Landeskirche Schleswig-Holsteins nach dem Krieg.

### Namensgeber
1986 wurde vom Landesverein für Innere Mission in Rickling das Propst-Siemonsen-Haus als Gebäudeteil des Ansgarstiftes in Neumünster erbaut und im Jahr 2001 grundlegend modernisiert und erweitert.

## Veröffentlichungen
- Die Schleswig-Holsteinische Brüderschaft in Rickling, Bordesholm 1916.
- Kriegsdienst und Christusdienst. Von der Bewährung der Schleswig-Holsteinischen Brüderschaft im Kriege. Nach Feldpostbriefen der Ricklinger Diakone, Hamburg: Norddeutscher Männer- & Jünglingsbund 1917 (Digitalisat).
- 75 Jahre Landesverein für Innere Mission in Schleswig-Holstein, Schleswig 1950.